# 阿夫利塔斯
阿夫利塔斯（西班牙語：Ablitas）是西班牙纳瓦拉的一个市镇。总面积77平方公里，总人口2306人（2001年），人口密度30人/平方公里。